# Éva Székely
Éva Székely (Budapeste, 3 de abril de 1927 – 29 de fevereiro de 2020) foi uma nadadora húngara, ganhadora de uma medalha de ouro nos Jogos Olímpicos de Helsinque em 1952.
Sua filha Andrea Gyarmati foi uma nadadora que conquistou duas medalhas nas Olimpíadas de 1972 em Munique. Seu ex-marido Dezső Gyarmati foi campeão no pólo aquático.
Entrou no International Swimming Hall of Fame em 1976.
Morreu no dia 29 de fevereiro de 2020, aos 92 anos.